# Onda inerziale

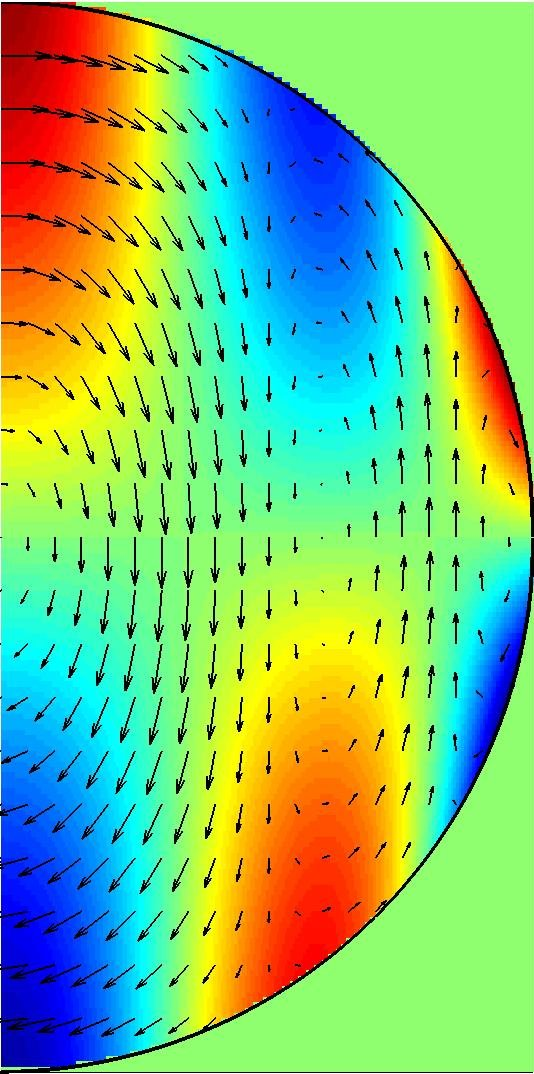
Sezione di un modo inerziale in una sfera. Le frecce mostrano la direzione del flusso e la forza nel piano: il rosso indica il flusso al di fuori del piano, il blu indica il flusso all'interno del piano. L'asse di rotazione è a sinistra.

Un'onda inerziale, detta anche oscillazione inerziale, è un tipo di onda meccanica possibile nei fluidi in rotazione. Al contrario delle onde di gravità inerziali che si vedono comunemente sulla spiaggia o nella vasca da bagno, l'onda inerziale si muove all'interno di un fluido e non alla sua superficie.
Come ogni altro tipo di onde, un'onda inerziale è causata da una forza di ripristino e caratterizzata da una lunghezza d'onda e una frequenza. In questo caso la forza di ripristino è la forza di Coriolis e le onde inerziali rientrano nella categoria delle onde trasversali. Si possono osservare nell'atmosfera, negli oceani, nei laghi e in esperimenti di laboratorio.

Esempi di onde inerziali sono le onde di Rossby, le correnti e i venti geostrofici; si ritiene inoltre che possano formarsi anche nel nucleo terrestre.

## Forza di ripristino
Le onde inerziali vengono riportate in condizione di equilibrio dalla forza di Coriolis, in seguito a una rotazione. Più precisamente la forza di Coriolis, assieme alla forza centrifuga, si origina in un sistema in rotazione per il fatto che un tale sistema è sottoposto a un'accelerazione continua. Le onde inerziali non possono pertanto esistere in assenza di rotazione.
In modo più complesso che nel caso della tensione su una corda, la forza di Coriolis agisce con un angolo di 90° rispetto alla direzione del moto e la sua intensità dipende dalla velocità di rotazione del fluido. Queste due proprietà danno luogo alle caratteristiche peculiari delle onde inerziali.

## Caratteristiche
Le onde inerziali possono formarsi solo quando un fluido è in rotazione, e si generano al suo interno e non alla superficie. Al pari delle onde luminose, quelle onde inerziali sono di tipo trasversale, vale a dire che le loro vibrazioni sono perpendicolari alla direzione di propagazione. Una caratteristica geometrica particolare delle onde inerziali è che la loro velocità di fase, che fornisce informazioni sul movimento delle creste e ventri dell'onda, è perpendicolare alla loro velocità di gruppo, che invece è correlata alla propagazione dell'energia.
Mentre le onde sonore ed elettromagnetiche possono assumere qualunque frequenza, le onde inerziali possono esistere solo nell'intervallo di frequenze compreso tra zero e il doppio della velocità di rotazione del fluido.

La frequenza dell'onda è inoltre determinata dalla direzione di propagazione in modo tale che:
- le onde che si propagano in direzione perpendicolare all'asse di rotazione hanno frequenza nulla e sono anche chiamate modi geostrofici;
- le onde che si propagano in direzione parallela all'asse di rotazione hanno la frequenza massima, che è pari al doppio della velocità di rotazione;
- tutte le altre onde che si propagano ad angoli intermedi hanno frequenze intermedie tra questi due estremi.

In uno spazio aperto le onde inerziali possono assumere qualunque valore di frequenza compreso tra zero e il doppio della velocità di rotazione, mentre in un contenitore chiuso ci possono essere delle limitazioni sulle frequenze possibili sia per le onde inerziali che per ogni altro tipo di onda. Le onde inerziali all'interno di un contenitore chiuso vengono anche chiamate modi inerziali. In una sfera, ad esempio, i modi inerziali sono forzati ad assumere solo alcune singole frequenze, lasciando buchi liberi per i valori nei quali non può esistere un modo inerziale.

## Esempi di onde inerziali
Le onde inerziali possono formarsi in ogni tipo di fluido: acqua, olio, metalli liquidi, aria e altri gas. Sono di comune osservazione nelle atmosfere planetarie (onde di Rossby e venti geostrofici), e negli oceani e laghi (correnti geostrofiche) dove sono responsabili della maggior parte del rimescolamento che avviene in queste acque. Le onde inerziali causate dalla variazione di pendenza del fondale oceanico rientrano tra le onde di Rossby.

Le onde inerziali si possono osservare anche in esperimenti di laboratorio o in flussi industriali posti in rotazione.
Si ritiene che le onde inerziali possano esistere nel nucleo esterno della Terra e ne è stata riportata l'identificazione. Si ritiene che analoghe onde inerziali possano esistere in fluidi rotanti astronomici come dischi di accrescimento, anelli planetari e galassie.

## Formalismo matematico
Il flusso di un fluido è governato dalle equazioni di Navier-Stokes per quanto riguarda il suo momento angolare. La velocità di flusso {\displaystyle {\vec {u}}} di un fluido con viscosità {\displaystyle \nu }, sottoposto a una pressione {\displaystyle P} e che ruota a una velocità {\displaystyle \Omega }, varia nel tempo {\displaystyle t} secondo l'equazione del momento:
{\displaystyle {\frac {\partial {\vec {u}}}{\partial t}}+({\vec {u}}\cdot {\vec {\nabla }}){\vec {u}}=-{\frac {1}{\rho }}{\vec {\nabla }}P+\nu \nabla ^{2}{\vec {u}}-2{\vec {\Omega }}\times {\vec {u}}.}
Nel membro di sinistra si ha la variazione di velocità {\displaystyle \,{\vec {u}}} di una particella di fluido in funzione del tempo {\displaystyle \,t} e dello spazio.

Nel membro di destra dell'equazione, il primo termine tiene conto della variazione di pressione {\displaystyle \,P} e contiene al suo interno un termine correttivo per la forza centripeta indotta dal movimento di rotazione; il secondo termine tiene conto della diffusione viscosa {\displaystyle \,\nu }; il terzo e ultimo è il termine di Coriolis in funzione della velocità di rotazione {\displaystyle \,\Omega }.
Per essere precisi, {\displaystyle {\vec {u}}} è la velocità di flusso osservata all'interno del sistema di riferimento in rotazione. Poiché un tale sistema è in accelerazione, (cioè è un sistema di riferimento non inerziale), da questa trasformazione di coordinate emergono due (pseudo) forze: la forza centrifuga e la forza di Coriolis. Nell'equazione, la forza centrifuga è inclusa come parte della pressione generalizzata {\displaystyle P}, che è in relazione alla normale pressione {\displaystyle p} (che dipende dalla distanza dall'asse di rotazione {\displaystyle r}), attraverso 
{\displaystyle P=p+{\frac {1}{2}}\rho r^{2}\Omega ^{2}.}
Nel caso in cui la velocità di rotazione sia elevata, la forza di Coriolis e quella centrifuga diventano grandi in confronto agli altri termini (la diffusione e la derivata convettiva) che possono essere trascurati. Applicando a entrambi i membri dell'equazione una rotazione e tenendo conto di alcune identità vettoriali, si ottiene:
{\displaystyle {\frac {\partial }{\partial t}}\nabla \times {\vec {u}}=2({\vec {\Omega }}\cdot {\vec {\nabla }}){\vec {u}}.}
Una classe di soluzioni di questa equazione sono onde che devono soddisfare due condizioni. 
- La prima: se {\displaystyle {\vec {k}}} è il vettore d'onda,

{\displaystyle {\vec {u}}\cdot {\vec {k}}=0,}
cioè l'onda è trasversale (perpendicolare al movimento) come già visto.
- La seconda: le soluzioni devono avere una frequenza {\displaystyle \omega } che soddisfa la relazione di dispersione

{\displaystyle \omega =2{\hat {k}}\cdot {\vec {\Omega }}=2\Omega \cos {\theta },}
dove {\displaystyle \theta } è l'angolo tra l'asse di rotazione e la direzione dell'onda. Queste soluzioni particolari sono note come onde inerziali.
La relazione di dispersione è simile al termine di Coriolis nell'equazione del momento, con la velocità di rotazione e il fattore due. Questo ha conseguenze immediate sia per l'intervallo di frequenze possibili per le onde inerziali, che per la dipendenza della loro frequenza dalla direzione.